# Argilliet

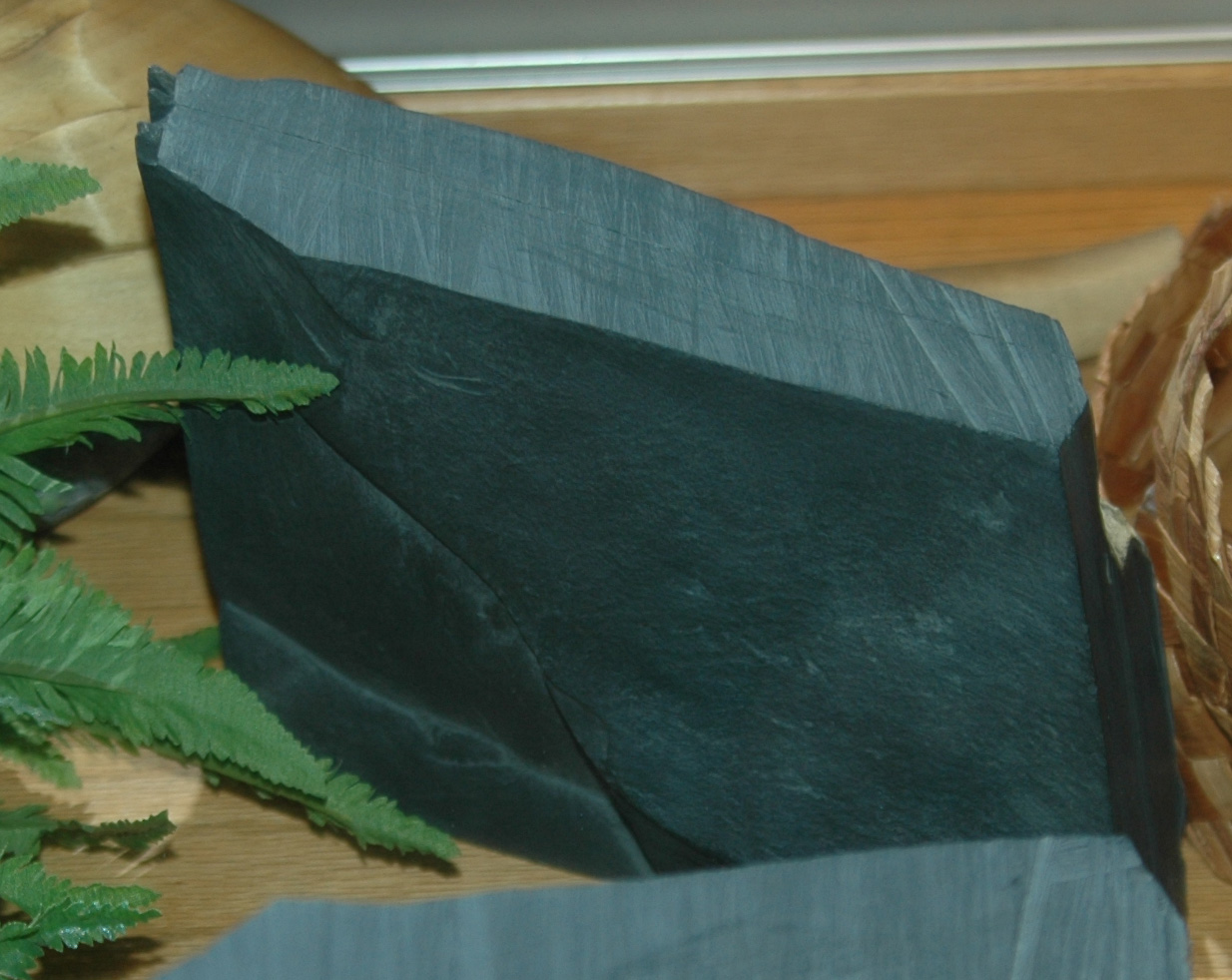
Zwarte argilliet van Haida Gwaii, Canada

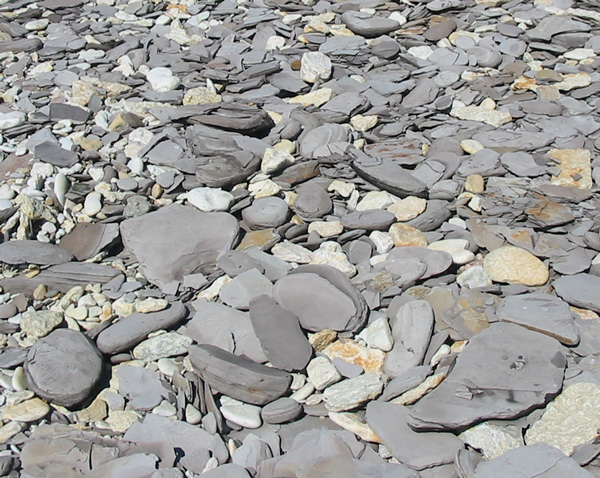
Grijze brokken graptolitisch argilliet op Pakri, Estland; met geelachtig en witte kalksteen

Argilliet (van Frans: argille = klei) of lutiet is een fijnkorrelig afzettingsgesteente, hoofdzakelijk bestaande uit sterk samengedrukte klei- en leemdeeltjes. Argillitisch gesteente ontstaat uit pelagisch sediment, dat zich vormt op de bodem van oceanen, en later verandert in versteende modder. Ze bevatten een variërende hoeveelheid leem. Argiliet verandert in schalie als de plaatvormige lagen, die typerend zijn voor schalie, zich ontwikkelen. Een andere naam voor niet geheel versteend argiliet is moddersteen. Argilliet is sterker gecompacteerd en vaak ook sterker gelithificeerd dan moddersteen en kleisteen. Het gesteente is variabel van samenstelling, maar bevat normaal veel aluminium en siliciumdioxide met een variërende hoeveelheid alkalimetalen- en aardalkalimetaal- ionen. Ook wordt de term peliet gebruikt voor deze sedimenten en rotsen. Metamorfose van argiliet geeft leisteen, fylliet, of pelitische schist, afhankelijk van de precieze metamorfe facies.

## Belt Supergroup
De Belt Supergroup bestaat uit rotslagen uit het late Precambrium, ze bevatten dikke lagen argilliet en andere (semi)-gemetamorfeerde kleilagen. Deze lagen komen vooral aan de oppervlakte in het westen van Montana, zoals de Bitterrootvallei en de Bitterroot Mountains, het Missoulagebied, Flathead Lake, en Glacier National Park; voorts in het noorden van Idaho. In kleinere hoeveelheden is het aanwezig in het noordwesten van de staat Washington en in het westen van Wyoming. Goed zichtbaar argilliet in de Belt Supergroup, in verschillende kleuren, is te vinden in het Glacier National Park en in de  Wolf Creek Canyon langs Interstate  15 in west-centraal Montana.

## Zwarte leisteen
De beeldsnijkunst van de Haida Gwaii-eilanden langs de kust van Brits Columbia levert opmerkelijke inheemse kunstwerken gemaakt van harde, zwarte argilliet met een hoog leemgehalte, soms aangeduid als "zwarte leisteen". Deze steensoort komt alleen voor in een groeve bij Slatechuck Mountain in de bovenloop van Slatechuck Creek, nabij de stad Skidegate op Grahameiland. Rond het jaar 1900 werd dit materiaal naar Victoria verscheept om te worden verwerkt; tegenwoordig heeft het Haidavolk het monopolie op het gebruik ervan. De beeldsnijkunst van de Haida is als een van de weinige kunstvormen aan de noordwestkust van Amerika het exclusieve recht  van een etnisch-culturele groep. De kunstwerken zijn van hoge kwaliteit en worden wereldwijd geroemd sinds de Haida het rond 1800 begonnen te produceren voor de verkoop aan passerende zeelieden. De traditie wordt in de 21e eeuw voortgezet.